# Joszéf Káró
Joszéf Káró (héberül: יוסף קארו), teljes nevén Joszéf ben Efraim Káró, gyakran csak HaMechaber ['az Író'], Maran ['Mesterünk'] (Toledo, 1488. – Szafet, 1575. március 24.) újkori spanyolországi zsidó hittudományi író.

## Élete és művei
Hispániában született, és az ottani zsidóüldözések miatt menekült az Oszmán Birodalom területére. A drinápolyi tartózkodása után a palesztinai Szafetben lett rabbi. Komoly irodalmi tevékenységet fejtett ki, melynek egyik jelentős alkotása a Jákob ben Áser kódexét magyarázó Bét Jószéf (1522–1542). Kabbalisztikus szellemben, a megszemélyesített Misna sugalmazásaiként, misztikus látomások keretében tárgyal különféle haláchikus témaköröket Maggid mésárimjában. Közel 40 év (1522–1558) munkájaként készült el hatalmas törvénykönyve, a Sulchán Áruch ('Terített asztal'), amely Jákob ben Áser művének rendszerét követi. (Káró a beosztást, és az egyes részek nevét is tőle vette át.) A mű négy kötetből áll: 
- I. Órach Chájjim ('Az élet útja') az istentiszteleti, szombati, és ünnepi törvényeket foglalja össze.
- II. Jóre Déah ('Ismerettanító') a szertartásos vágás, tiltott eledelek, a nemzsidókra vonatkozó törvények, és a gyászszertartás foglalata.
- III. Eben Ha-ézer ('A segítség köve') a házasságjogról szól.
- IV. Chósen Mispot ('A törvény vértje') a magán- és a büntetőjog témakörét érinti.

Káró művével nem számított általános elismerésre. Ennek ellenére a Sulchán Áruch létrehozta a zsidóság vallásos egységét, rendet teremtett a korábbi vallásjogi döntések káoszában – nem csoda, hogy már megjelenése után 5 évvel, 1565-ben Velencében kinyomtatták. Káró általában a többségi véleményeket fogadja el a vitás kérdésekben, de az összes döntvényt igyekszik feldolgozni, és Jákob ben Áser Árbá Turimjával ellentétben nem veszik el a részletekben. A hispániai iskolát követi, ám nem feltétlen híve a mindenholi szigorításnak. Babonákat elismerő nézete a németországi iskola hatása, a kabbala javára tett engedményei pedig a korszellemmel magyarázhatóak. Magasabb filozófiai összefoglalás rendszere hiányzik a műből, irányító szempontok nincsenek a Sulchán Áruchban. Ebből a szempontból meg sem közelíti Maimonidész Tévelygők útmutatóját.

## Magyar nyelvű fordítások
Joszéf Káró teljes életműve mindezideig nem rendelkezik magyar nyelvű fordítással. Kisebb szemelvények jelentek meg műveiből:
- Frisch Ármin: Szemelvények a Biblia utáni zsidó irodalomból, Pallas Irodalmi és Nyomdai Rt., Budapest, 1906 (reprint kiadás: Auktor Könyvkiadó, Budapest, 1993, ISBN 963-7780-24-6, 413 p), 271–280. oldal
- Scheiber Sándor: A feliratoktól a felvilágosodásig – Kétezer év zsidó irodalma (Zsidó irodalomtörténeti olvasmányok), Múlt és Jövő Lap- és Könyvkiadó, Budapest, 1997, ISBN 963 85697 4 3, 239–240. o.
- Sulchan Aruch "Terített asztal". A zsidók négy törvénykönyve. (ford. Luzsénszky Alfonz), Budapest, 1926. (elektronikus elérés → ) – tulajdonképpen válogatás a műből, elsősorban a judaizmust kritizáló szellemben

## Egyéb külső hivatkozás
- Rabbi Joszéf Káro: Sulchán Áruch: A „terített asztal”. Zsidó Tudományok hétvégi szemináriuma 14.. (Hozzáférés: 2017. február 22.)